# Пожалуйста, держи меня за руку
«Пожалуйста, держи меня за руку» (англ. Please Hold to My Hand) — четвёртый эпизод американского постапокалиптического телесериала «Одни из нас». Сценарий эпизода написал Крейг Мейзин, а его режиссёром стал Джереми Уэбб. Премьера эпизода состоялась 5 февраля 2023 года на канале HBO. В этом эпизоде Джоэл (Педро Паскаль) и Элли (Белла Рамзи) попадают в засаду в Канзас-Сити. В том же городе лидер повстанцев Кэтлин (Мелани Лински), её помощник Перри (Джеффри Пирс) и их группа ищут Генри (Ламар Джонсон) и его брата Сэма (Кейвонн Монреаль Вудард).
Город Питтсбург, присутствующий в игре, на которой основан сериал, был заменён на Канзас-Сити, поскольку Мейзин решил, что места съёмок в Калгари больше напоминают Канзас-Сити. Сценаристы решили добавить отсутствующих в игре новых персонажей, таких как Кэтлин и Перри. Эпизод получил положительные отзывы критиков, отметивших сценарий, режиссуру, операторскую работу и игру Лински, Паскаля и Рамзи. В первый день показа эпизод посмотрело 7,5 миллионов зрителей.

## Сюжет
По пути в Вайоминг Джоэл (Педро Паскаль) рассказывает Элли (Белла Рамзи) о своём прошлом. Когда началась пандемия, Джоэл и его брат Томми вместе с группой других выживших пошли на север в Бостон, где встретили Тесс и Марлин. Остановившись в лесу на ночлег, Джоэл предупреждает Элли, что нельзя верить никому из встреченных людей. На следующий день Джоэл и Элли доезжают до Канзас-Сити. В городе Элли видит раненого человека, который просит о помощи. Джоэл пытается уехать, но из-за ловушек теряет управление над автомобилем, который врезается в здание.
Нападавшие стреляют в автомобиль. Элли прячется за стеной, а Джоэл стреляет в двух мужчин, но третий, Брайан (Хуан Магана), атакует его сзади и пытается задушить. Элли стреляет Брайану в спину из пистолета, тот падает на пол и просит о пощаде, но Джоэл убивает его. К месту стычки приезжают сообщники убитых, Джоэл и Элли удаётся уйти. Нападавшие оказываются повстанцами, которые установили контроль над городом. Их лидер Кэтлин (Мелани Лински) узнаёт о случившемся. Она полагает, что её враг Генри связался по рации с убийцами её людей и отдаёт приказ обыскать город и найти их. Джоэл учит Элли правильно держать пистолет.
Помощник Кэтлин Перри (Джеффри Пирс) показывает ей комнату с чем-то, растущим и шевелящимся под землёй. Кэтлин обещает разобраться с этим позднее, а сначала хочет найти Генри. Джоэл и Элли направляются к высотному зданию, чтобы осмотреть окрестности и найти маршрут выхода из города. Он и Элли прячутся в одной из квартир этого дома. Перед сном Элли рассказывает Джоэлу шутку из книги каламбуров, и он впервые смеётся. Проснувшись, они видят Генри (Ламар Джонсон) и его брата Сэма (Кейвонн Монреаль Вудард), которые держат их под прицелом.

## Производство

### Разработка и сценарий
Сценарий к эпизоду был написан соавтором сериала «Одни из нас» Крейгом Мейзином, а его режиссёром стал Джереми Уэбб. В январе 2022 года Гильдия режиссёров Канады сообщила, что Уэбб был назначен одним из режиссёров сериала. В этом эпизоде Питтсбург, который присутствовал в игре, был заменён на Канзас-Сити. Мейзин обнаружил, что места съёмок в Канаде больше напоминают Канзас-Сити, и посчитал, что Питтсбург недостаточно важен для истории, чтобы оправдать трудности в его воссоздании. Соавтор сериала Нил Дракманн, который является автором и режиссёром видеоигры, на которой основан сериал, счёл это изменение поверхностным, поскольку персонажи были важнее локации. Они с Мейзином чувствовали, что дополнительное расстояние до Канзас-Сити было оправданным как для ритма сюжета, так и для развития персонажей:11:14. Мейзину понравилось то, что в игре Элли использовала книгу шуток, и он чувствовал, что её включение в сериал позволило эффективно развивать отношения между ней и Джоэлом. Мейзин посчитал, что решение Джоэла дать Элли пользоваться пистолетом продемонстрировало его доверие к ней, и он счёл это «самым важным моментом между отцом и дочерью, который у них был»:26:03.
В эпизоде Джоэл и Элли включают по радио песню Хэнка Уильямса «Alone and Forsaken». Эта песня была использована во время такой же сцены, что и в видеоигре, а также в одном из трейлеров к сериалу. Дэниел Фальконер из GameRevolution признал, что текст песни отражает обещания Элли Джоэлу и предвещает её очевидную незрелость. Во время финальных титров звучит кавер-версия песни «True Faith» в исполнении Лотты Кестнер; эту песню исполнила Эшли Джонсон в роли Элли в трейлере 2020 года для The Last of Us Part II.

### Подбор актёров и персонажи
В феврале 2022 года Мейзин объявил о пробах на роль мальчика в возрасте 8—14 лет, который является глухим, чернокожим и владеющим американским жестовым языком или чёрным американским жестовым языком. Западный театр для глухих (англ. Deaf West Theatre) подтвердил, что подбор актёра проводился на роль персонажа Сэма. В августе было объявлено, что Ламар Джонсон и Кейвонн Монреаль Вудард получили роли Генри и Сэма, а также было подтверждено, что Питтсбург будет заменён на Канзас-Сити. 15 июля стало известно, что Джеффри Пирс исполнит роли Перри. Пирс ранее исполнял роль Томми в видеоиграх. Он связался с Дракманном, чтобы предложить свою поддержку сериалу, и «ему повезло, что [для него] нашлось что-то подходящее». Перри — оригинальный персонаж в шоу, который, по словам Пирса, «сильно влияет на события», которые произошли в игре. В сценарии он был описан как бывший военнослужащий.
Появление Мелани Лински в роли Кэтлин было подтверждено в сентябре 2022 года совместно с выходом первого тизера сериала. Кэтлин — оригинальный персонаж, созданный Мейзином как лидер группы охотников, которые присутствовали в игре. Дракманн обнаружил, что наблюдение за персонажами-антагонистами делало историю более интересной, так как это позволяло понять и оправдать их действия:16:44, а не рассматривать их как «препятствия», как это было в игре:2:42. Мейзин сравнил Кэтлин с мадам Дефарж из романа Чарльза Диккенса «Повесть о двух городах» (1859): революционеркой, ставшей террористкой из-за жестоких обстоятельств, и это позволяет зрителям сопереживать ей:19:49. Мейзин, который дружил с Лински:20:13, связался с ней, чтобы предложить ей роль, описав её как «военную преступницу». Поначалу она колебалась, пока Мейзин не рассказал ей больше об этом персонаже, описав её как человека, которого заставили играть эту роль после смерти её брата, который, «по сути, был Иисусом». Мейзин и Дракманн чувствовали, что её кастинг был необычным, поскольку в ней присутствует «милота», которая противоречит позиции Кэтлин в эпизоде, и это было намеренным решением, чтобы заинтриговать зрителей:23:58; Лински хотела сыграть так, чтобы показать свою героиню как «мягкую и деликатную», чтобы это можно было противопоставить её жестокости. Она чувствовала, что Кэтлин, вероятно, была менее напряжённой до смерти своего брата, но была вынуждена ожесточиться из-за случившихся с ней обстоятельств.

### Съёмки
Эбен Болтер выступил в качестве оператора эпизода. Некоторые из ранних сцен были сняты в Альберте, в том числе возле парка Кэлэуэй и виадука Летбридж. Город Калгари был использован для воссоздания Канзас-Сити в эпизоде:11:14. Для сцены, где Элли практикуется пользоваться пистолетом перед зеркалом, было добавлено отверстие в потолке для естественного солнечного света; Болтер хотел, чтобы он освещал Элли, но при этом «не был слишком идеальным». Для воссоздания Канзас-Сити в эпизоде, съёмки проходили в Калгари:11:14. Сцена, где Джоэл и Элли прячутся от охотников, была снята в старом баре в Калгари, хотя место несколько раз менялось перед съёмками. Это был один из немногих случаев, когда внутренние съёмки в сериале проходили на локации, а не на звуковой сцене; съёмочная группа хотела получить визуальные эффекты проезжающих мимо грузовиков, а на звуковой сцене это было бы трудно сымитировать. Стены были окрашены в «яркий» красный цвет, подчёркнутый витражами под потолком. Болтер попросил повесить газеты на окна, чтобы создать рассеянный, мягкий свет и сделать сцену более интимной и безопасной. Дополнительные съёмки прошли на межштатной магистрали 435 в Канзас-Сити (в Канзасе и в Миссури) 4 октября.

## Восприятие

### Показ и рейтинги
Премьера эпизода состоялась на канале HBO 5 февраля 2023 года. В первую ночь после премьеры эпизод посмотрели 7,5 миллиона зрителей в США (на HBO и HBO Max) — на 17 % больше, чем на предыдущей неделе, и на 60 % больше, чем у премьеры сериала.

### Реакция критиков
На сайте-агрегаторе Rotten Tomatoes эпизод имеет рейтинг 100 % на основании 16 отзывов со средней оценкой 7,6/10. Критики назвали эпизод «краткой главой, которая сосредоточена на подготовке, а не на удовлетворении [зрителей]», но «всё же увлекательным зрелищем благодаря зарождающемуся взаимопониманию Джоэла и Элли».
Выступление Лински удостоилось большой похвалы. Бернард Бу из Den of Geek написал, что она «проделывает фантастическую работу, изображая грозную и порочную женщину, при этом позволяя просачиваться человечности своего персонажа достаточно глубоко». Даррен Муни из «The Escapist» похвалил её за сопоставление «домашнего архетипа с чем-то более первобытным и жестоким, находящимся под ним». Брэдли Рассел из «Total Film» посчитал, что игре Лински не хватало необходимого устрашения, а Дэвид Коут из The A.V. Club счёл её «нелогичным выбором» на роль, добавив, что он «ждёт, когда его переубедят в этом». Выступления Паскаля и Рамзи также получили высокую оценку; Бу из Den of Geek хвалил их нюансы в более спокойные моменты. Коут из The A.V. Club наслаждался теплотой и юмором Паскаля, особенно в сценах, в которых он объясняет и обучает Элли, а Аарон Бейн из Push Square чувствовал, что игра Рамзи завоюет зрителей, которые сомневались в её кастинге, похвалив её изображение как травмы, так и юмора. Джин Парк из «The Washington Post» аналогично написал, что этот эпизод был «моментом Рамзи поиграться с этими мускулами юмора».
Бейн из Push Square обнаружил, что темп эффективно сочетает в себе моменты персонажей и боевые сцены, и в результате он хотел, чтобы эпизод был длиннее. Стив Грин из IndieWire похвалил Мейзина и Дракманна за то, что они показали тихие успехи Джоэла и Элли в их путешествии наряду с их неудачами. Саймону Карди из IGN понравились юмористические моменты между Джоэлом и Элли, хотя он отметил, что эпизод в целом был слабее, поскольку он в первую очередь предназначен для создания следующего эпизода. Рассел из «Total Film» посчитал, что моменты с персонажами обеспечивают «как раз нужную дозу легкомыслия». Бу из Den of Geek счёл Кэтлин и её группу менее интересными, чем Билл и Фрэнк из предыдущего эпизода, но признал, что их истории остались незавершёнными. Алан Сепинуолл из «Rolling Stone» написал, что хотя повествовательная установка и была менее увлекательной, чем на предыдущей неделе, но она была необходима, учитывая события следующего эпизода.
Карди из IGN сравнил операторскую работу во время сцены засады с работой Эммануэля Любецки в фильме «Дитя человеческое» (2006), назвав её демонстрацией «классности, присутствующей в каждом аспекте постановки шоу». Он высоко оценил съёмку ручной камерой и использование крупных планов, чтобы следить за движениями Джоэла и Элли. Бейн из Push Square похвалил режиссуру Уэбба за то, что он сосредоточился на более спокойных моментах, а Муни из The Escapist приветствовал его решение держать камеру на Элли и Кэтлин, когда они стреляют из пистолетов. Ноэль Мюррей из «The New York Times» высоко оценил работу художника-постановщика Джона Пейно, «от разгромленных заправочных станций до усеянных обломками улиц Канзас-Сити».